# Chief of War
Chief of War is een Amerikaanse historische dramaserie, ontwikkeld voor Apple TV+ met in de hoofdrol Jason Momoa. De serie ging in première op 1 augustus 2025.

## Verhaal
Het verhaal speelt zich af aan het begin van de 19e eeuw, toen de vier grootste koninkrijken van de Hawaiiaanse eilanden met elkaar in oorlog waren. De serie volgt Kaʻiana, een krijgsleider (aliʻi) uit Kauai, die lange tijd weg van de eilanden is geweest. Wanneer de beroemde Hawaiiaan terugkeert naar huis, sluit hij zich aan bij een gewelddadige campagne. Uiteindelijk komt hij echter in opstand tegen de unificatie van Hawaï, die tussen 1782 en 1810 plaatsvond onder leiding van Kamehameha.

## Rolverdeling
| Acteur              | Personage      |
| ------------------- | -------------- |
| Jason Momoa         | Kaʻiana        |
| Temuera Morrison    | Chief Kahekili |
| Luciane Buchanan    | Kaʻahumanu     |
| Te Ao o Hinepehinga | Kupuohi        |
| Kaina Makua         | Kamehameha I   |
| Te Kohe Tuhaka      | Namakeʻ        |
| Brandon Finn        | Prince Kūpule  |
| Siua Ikaleʻo        | Nahiʻ          |
| Mainei Kinimaka     | Heke           |
| Cliff Curtis        | Keōua          |

## Afleveringen
| Afl. | Titel                       | Oorspronkelijke releasedatum |
| 1    | "The Chief of War"          | 1 augustus 2025              |
| 2    | "Changing Tides"            | 1 augustus 2025              |
| 3    | "City of Flowers"           | 8 augustus 2025              |
| 4    | "Ciudad De Flores, Part II" | 15 augustus 2025             |
| 5    | "The Race of the Gods"      | 22 augustus 2025             |
| 6    | "The Splintered Paddle"     | 29 augustus 2025             |
| 7    | "Day of Spilled Brains"     | 5 september 2025             |
| 8    | "The Sacred Niu Grove"      | 12 september 2025            |
| 9    | "The Black Desert"          | 19 september 2025            |